# Dicranomyia circularis
Dicranomyia circularis är en tvåvingeart som beskrevs av Alexander 1924. Dicranomyia circularis ingår i släktet Dicranomyia och familjen småharkrankar. Inga underarter finns listade i Catalogue of Life.